# Pauline Hoarau
Pour les articles homonymes, voir Hoarau.
Pauline Hoarau est une mannequin et actrice française, née le 3 février 1994 à La Réunion. Elle a été repérée lors d'un concours Elite Model Look, qu'elle a remporté dans son île natale en 2011.

## Biographie

### Carrière
En 2011, Pauline Hoarau remporte le concours Elite Model Look à La Réunion et représente son île lors de la finale internationale. Elle se classe dans le top 15 et par conséquent signe un contrat avec de nombreuses agences d'Elite Model Management.
Elle a été nommée au Melty Future Awards 2014.
Elle a travaillé pour les marques Giorgio Armani, Dolce & Gabbana, H&M, Jason Wu, Polo Ralph Lauren, Tommy Hilfiger ou Topshop. Elle a défilé plus de 200 fois.
Pauline Hoarau a obtenu la couverture de Elle (France, Italia, Mexico) et French Revue de Modes. Elle a aussi prêté son image pour Amica, CR Fashion Book, Crash Magazine, Elle (France, Italia, Mexico, Vietnam), Glass Magazine, Harper's Bazaar (US, UK), Interview (Germany, Russia, US), LOVE, Numéro, SKP Magazine, Teen Vogue, Vogue Japan and Wonderland Magazine. Elle défile en 2015 pour la marque de lingerie Victoria's Secret,,.

## Filmographie
- 2017 : Valérian et la Cité des mille planètes de Luc Besson : l'impératrice Aloï[5]
- 2018 : Anna de Luc Besson : un mannequin de Nato